# Sušine
Sušine es una localidad de Croacia situada en el municipio de Đurđenovac, en el condado de Osijek-Baranya. Según el censo de 2021, tiene una población de 202 habitantes.

## Demografía
| Gráfica de población de Sušine 1869-2021                           |
|                                                                    |
| Según los censos de población de la Oficina de Estadísticas Croata |